# Austin-Healey 100
Austin-Healey 100 – sportowy samochód osobowy marki Austin-Healey produkowany przez British Motor Corporation w latach 1953−1959. Zaprojektowany przez Donalda Healeya, bazował na modelu Atlantic. Dostępny był wyłącznie jako 2-drzwiowy roadster. Moc przenoszona była na oś tylną poprzez 3- lub 4-biegową manualną skrzynię biegów. Nazwa modelu pochodziła od prędkości jaką rozwijał (ponad 100 mil na godzinę).
Pierwsza wersja Healeya 100 (oznaczenie BN1 i BN2) wyposażona była w silnik R4 o pojemności 2,7 litra i mocy 91 KM.
Od 1956 roku model nosił nazwę Austin-Healey 100-Six (BN4 i BN6), różnił się konstrukcyjnie od pierwowzoru. Do napędu użyto silnika R6 o pojemności 2,6 litra i mocy 103-118 KM.
Łącznie powstało 29.070 egzemplarzy modelu.

## Dane techniczne (R4 2.7 BN1/BN2)

### Silnik
- R4 2,7 l (2660 cm³), 2 zawory na cylinder, OHV[1]
- Układ zasilania: dwa gaźniki SU[1]
- Średnica cylindra × skok tłoka: 86,00 mm × 109,00 mm[1]
- Stopień sprężania: 7,5:1
- Moc maksymalna: 110 KM (67 kW) przy 4500 obr./min[1]
- Maksymalny moment obrotowy: 203 Nm przy 2000 obr./min

### Osiągi
- Prędkość maksymalna: 177 km/h[1]

## Dane techniczne (R6 2.6 BN4/BN6)

### Silnik
- R6 2,6 l (2639 cm³), 2 zawory na cylinder, OHV
- Układ zasilania: dwa gaźniki
- Średnica cylindra × skok tłoka: 79,375 mm × 88,90 mm
- Stopień sprężania: 8,5:1
- Moc maksymalna: 118 KM (87 kW) przy 4750 obr./min
- Maksymalny moment obrotowy: 202 Nm przy 3000 obr./min

### Osiągi
- Prędkość maksymalna: 175 km/h

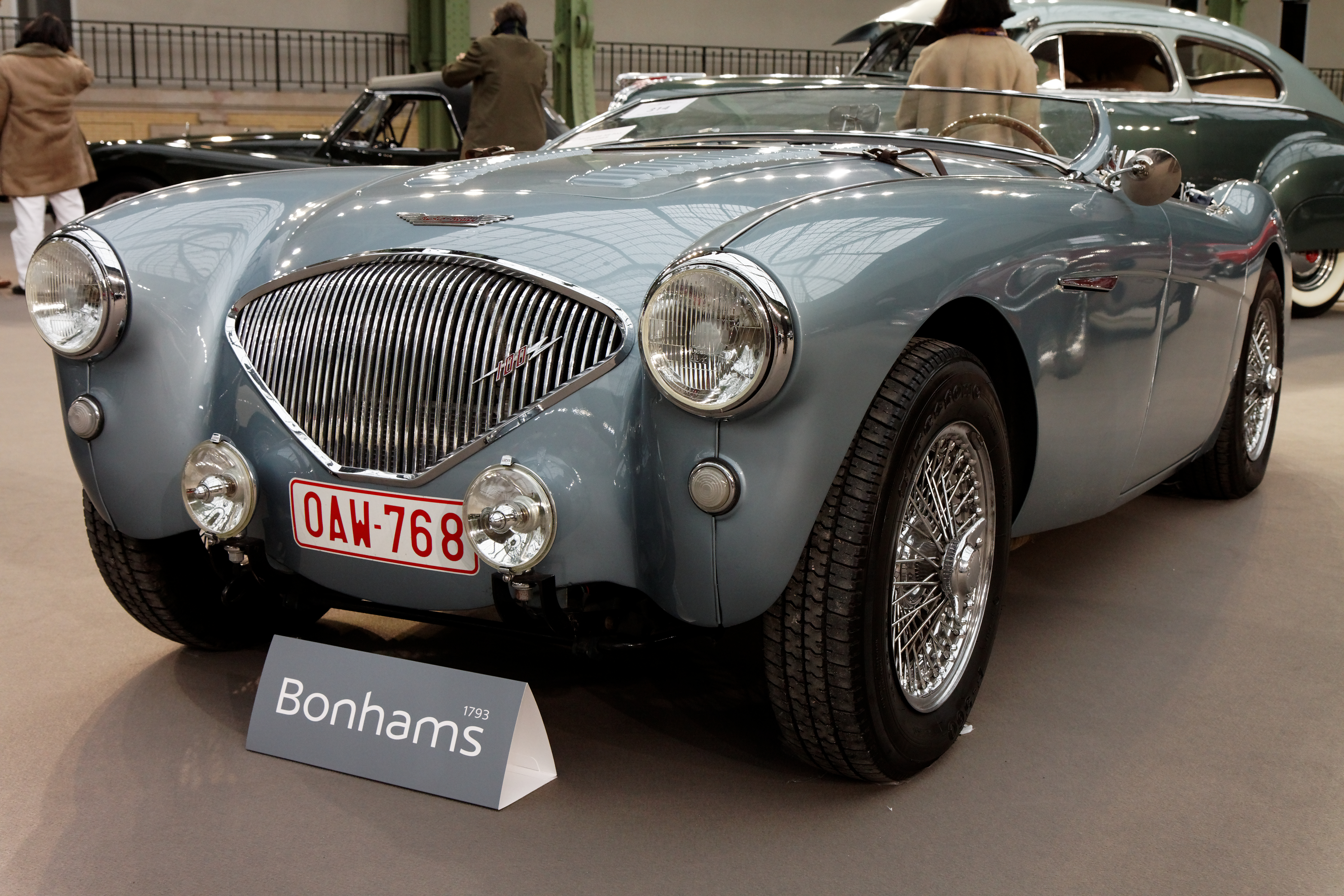
Austin-Healey 100 z 1955 roku
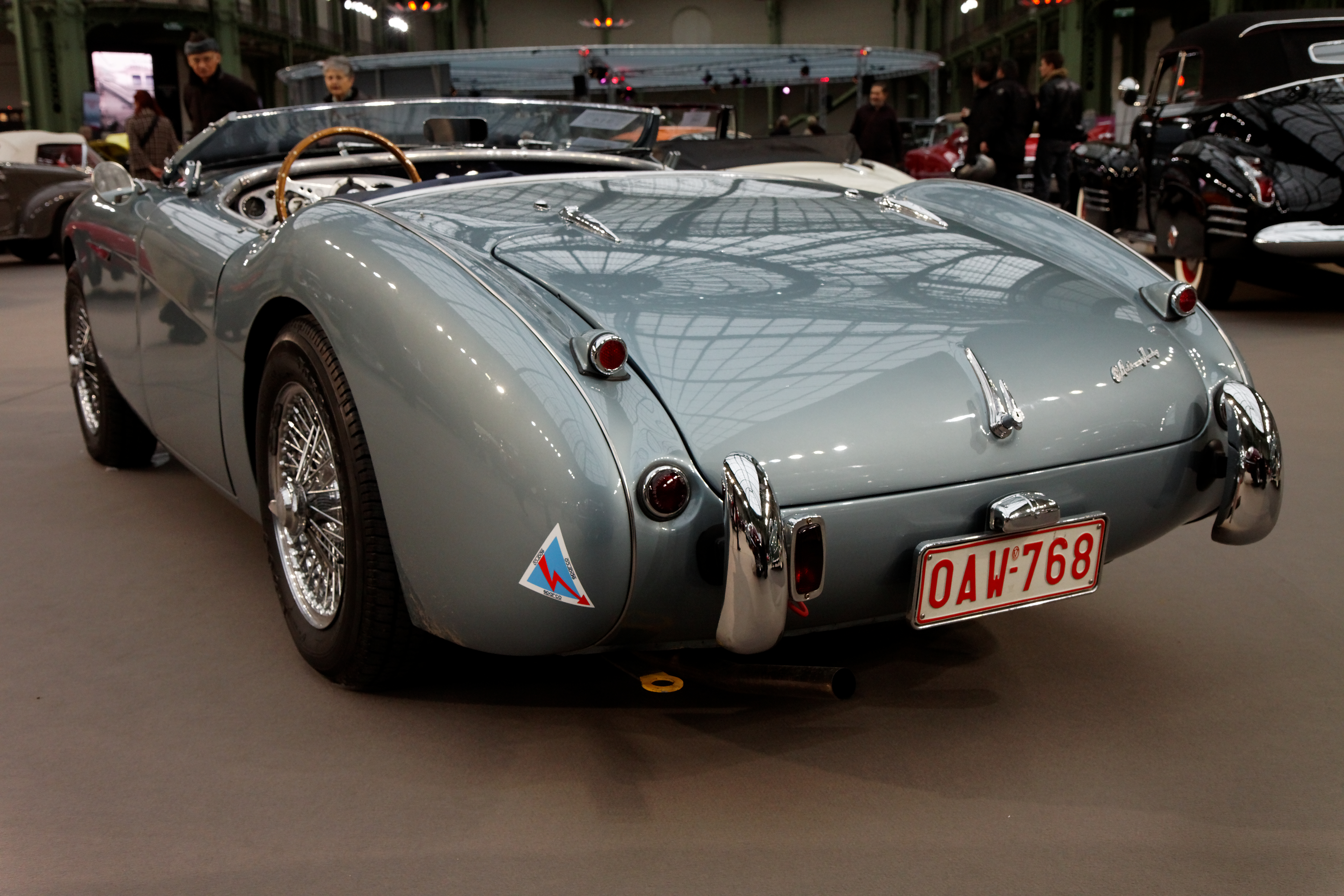
Austin-Healey 100 z 1955 roku
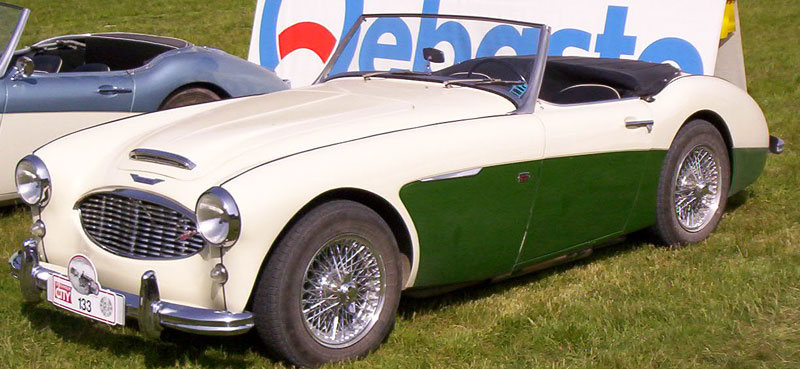
Austin-Healey 100-Six z 1957 roku